# Église Notre-Dame-de-Grâce de Nercón
Pour les articles homonymes, voir Notre-Dame-de-Grâce (homonymie).
L'église Notre-Dame-de-Grâce de Nercón est une église catholique romaine située à Nercón, dans l'archipel de Chiloé au Chili.

## Dédicace
L'église est dédiée à Notre Dame de Grâce. En espagnol, elle s'intitule iglesia Nuestra Señora de Gracia.

## Caractéristiques
L'église est construite à Nercón,.
L'édifice est une construction en bois.

## Historique
L'église est classée comme monument national en 1984. Elle est répertoriée sur la liste des édifices en danger du Fonds mondial pour les monuments en 1996.
En 2000, avec 15 autres églises de l'archipel, l'église est inscrite au Patrimoine mondial par l'UNESCO.